# Carlos Eduardo Krause
Carlos Eduardo Krause (Oberá, provincia de Misiones, Argentina, 4 de abril de 1948 - norte del estrecho de San Carlos, 1 de junio de 1982) fue un aviador militar que con el grado de capitán de la Fuerza Aérea Argentina, falleció en acción de combate, cuando el Lockheed C-130 Hercules matrícula TC-63 fue derribado por una patrulla aérea de combate. Fue ascendido post mortem a mayor y condecorado post mortem con la Medalla al Valor en Combate por ley n.º 25 576 el 11 de abril de 2002. El gobierno de la Nación Argentina por ley nacional n.º 24 950/98 lo incluyó en el listado de los «héroes nacionales», fallecidos en combate en la guerra de las Malvinas.

## Guerra de las Malvinas
El 1 de junio de 1982, despegó de Comodoro Rivadavia en misión de exploración y reconocimiento, en el C-130H, matrícula TC-63, junto a su tripulación (vicecomodoro Hugo Meisner, capitán Rubén Héctor Martel,capitán Carlos Eduardo Krause , suboficial principal Julio Jesús Lastra, suboficial ayudante Manuel Alberto Albelos y cabos principales Miguel Ángel Cardone y Carlos Domingo Cantezano).

Cuando el TC-63 se dirigía al punto «B» (50°30'S/59°39'O), a las 10:50 horas, fue interceptado y derribado por una patrulla aérea de combate de Sea Harriers. Primero le dispararon un misil aire-aire Sidewinder que impacto entre los dos motores del plano izquierdo, pero pese a ello la aeronave seguía volando, así que, para rematar el ataque, Ward disparó proyectiles de 30 mm de su cañones ADEN de 30 mm, no hubo sobrevivientes. El C-130H fue abatido por el Sea Harrier serie XZ451 pilotado por teniente comandante Nigel Ward con base en el portaaviones británico HMS Invincible

## Homenaje
Un barrio de la ciudad de Oberá lleva su nombre.
Una calle de la localidad de Manzanares, partido del Pilar, provincia de Buenos Aires, lleva su nombre.
El Aeropuerto Internacional de Puerto Iguazú lleva su nombre.
Una calle de Ciudad Jardín, partido de Tres de Febrero, Pcia de Bs As lleva su nombre.
Una calle en Comodoro Rivadavia, Provincia de Chubut, lleva su nombre.
Una calle en San Antonio de Arredondo, Córdoba, lleva su nombre.